# 鈴木與平 (8代目)
鈴木 與平（すずき よへい、1941年8月8日 - ）は、日本の実業家。鈴与代表取締役社長を経て、現在は同社代表取締役会長。旧名 鈴木道弘。社長在任中、Jリーグ 清水エスパルスの運営支援を開始、フジドリームエアラインズを設立、航空事業へ参入した。

## 人物・経歴
静岡市出身。1960年、静岡県立静岡高等学校卒業。1965年、慶應義塾大学経済学部卒業。1967年、東京大学経済学部卒業。同年、鈴与入社。日本郵船に出向。1970年、鈴与取締役。1974年、鈴与常務。1976年、鈴与副社長。1977年、鈴与社長。2014年、鈴与会長兼社長。2015年、鈴与会長。
1992年、2月より日本プロサッカーリーグ（Jリーグ） 清水エスパルスの運営支援を開始、球団会長。1998年、グループ傘下の鈴与商事が、日本で初めてセルフ式ガソリンスタンド、SELF24を開店。
2007年、静岡空港を拠点とするリージョナル航空事業への参入を表明。2008年6月、フジドリームエアラインズを設立し、2009年の静岡空港開港と共に就航開始した。

## 書籍

### 著書
- 『地方を結び、人々を結ぶリージョナルジェット』（2014年7月1日、ダイヤモンド社）ISBN 9784478027561
- 『地方創生とフジドリームエアラインズの挑戦』（2019年6月27日、イカロス出版）ISBN 9784802206600

### 監修
- 『フジドリームエアラインズ10年のあゆみ:10th Anniversary 2009-2019』（編集:フジドリームエアラインズ10周年記念社史編集委員会）（2019年12月、フジドリームエアラインズ）

### 関連書籍
- 『地域公共交通政策論』（編者:宿利正史 長谷知治）（2021年4月19日、東京大学出版会）ISBN 9784130421522
- 『鈴与グループ代表・鈴木与平の変化対応し続けてこそ！』（著者:村田博文）（2024年4月10日、財界研究所）ISBN 9784879321626

## テレビ出演
- 日経スペシャル カンブリア宮殿 "変幻自在" 200年企業の秘密（2024年6月20日、テレビ東京）[7]。

## 家族
- 祖父：鈴木與平 (6代目)
- 父：鈴木一郎（鈴木與平 (7代目)[8]）
- 母：向坂明子（向坂均一[9] の三女）
- 妻：田中寿美子（大阪府副知事 田中楢一の二女）
- 長男：鈴木健一郎[10]
- 長女：鈴木菜穂子[11]（キッコーマン取締役 茂木修（茂木友三郎の息子）の妻）
- 二女：鈴木加奈子